# جعلل (بني مطر)

تعديل مصدري - تعديل

جعلل هي إحدى قرى عزلة بني الراعى بمديرية بني مطر التابعة لمحافظة صنعاء، بلغ تعداد سكانها 440 نسمة حسب تعداد اليمن لعام 2004.